# Karl von Weber
Karl von Weber (Geiselbach, 23 agosto 1892 – Smolensk, 20 luglio 1941) è stato un generale tedesco della Wehrmacht durante la seconda guerra mondiale.

## Biografia
Weber, appartenente alla nobiltà bavarese, entrò a far parte dell'esercito imperiale tedesco nel 1911. Nel corso della prima guerra mondiale fu impiegato sul fronte occidentale. Il 17 gennaio 1917 venne promosso tenente e venne ferito per due volte nel corso del 1918 durante le battaglie in Artois. Egli si distinse in particolare nella battaglia di Ypres, presso Poelkapelle, il 9 ottobre 1917 quando le forze tedesche, ancora disorganizzate, si trovarono sotto la sua guida ed egli seppe guidarle sapientemente a rispondere al nemico.
Dopo la guerra, von Weber venne integrato nel Reichswehr dove dapprima fu impiegato in un reggimento di fanteria e dal 1921 ottenne il comando del dipartimento veicoli motorizzati di Berlino. Promosso capitano il 1º febbraio 1923, il 21 marzo 1927 venne trasferito al 20º reggimento di fanteria bavarese. Il 1º marzo 1930 venne assegnato al ministero della difesa a Berlino, quindi all'ufficio armamenti. Successivamente, il 1º febbraio 1932, venne promosso maggiore e il 1º agosto 1934 ottenne la nomina a tenente colonnello. Il 1º gennaio 1937 ottenne la promozione a colonnello.
Dopo l'inizio della seconda guerra mondiale, von Weber combatté al comando di un reggimento nella campagna di Polonia. Il 1º novembre 1940 venne promosso maggiore generale e prese il comando della 17ª brigata di fucilieri, corpo che comandò dal 1º dicembre di quell'anno sino al 28 giugno del 1941. Venne trasferito per breve tempo nella riserva e dal 7 luglio 1941 ottenne il comando della 17. Panzer-Division. Nel corso della battaglia di Smolensk subì varie gravi ferite e morì in seguito all'ospedale locale.